# La Bande à papa
Pour plus de détails, voir Fiche technique et Distribution.
La Bande à papa est un film français réalisé par Guy Lefranc, sorti en 1956.

## Synopsis
Fernand Jérôme, petit employé de banque du Crédit populaire, met involontairement en échec un braquage au pied de son domicile rue de la Clef.
Devenu l'homme qui met en fuite de dangereux gangsters, sa soudaine notoriété fait tomber dans ses bras la jeune fille qu'il courtisait en vain depuis longtemps : Renée Merlerin. Elle est la fille de l'inspecteur de police Victor Merlerin. Ce dernier recherche le « Grand J », auteur du braquage et qui n'est autre que le père de Fernand, disparu depuis des années.
À la table de fiançailles des jeunes gens, Merlerin voisinera avec le « Grand J » qu'il recherche dans toute la France.

## Fiche technique
- Réalisation : Guy Lefranc
- Scénario : Frédéric Dard, sur une idée de Roger Pierre
- Adaptation : Frédéric Dard
- Dialogues : Michel Audiard, Frédéric Dard
- Assistant réalisateur : Claude Sautet
- Images : Pierre Petit
- Opérateur : Gilbert Chain
- Musique : Marcel Delannoy
- Décors : Georges Lévy
- Montage : Robert et Monique Isnardon
- Son : Julien Coutellier
- Maquillage : Georges Bouban
- Photographe de plateau : Marcel Combes
- Scripte : Marie-Thérèse Cabon
- Trucages : LAX
- Régisseur général : Hubert Mérial
- Régisseur extérieur : Jean Chaplain
- Production : François Chavane, Pierre Cabaud, René Bézard
- Sociétés de production : Pathé, Cinéphonic, Société générale de gestion cinématographique
- Directeur de production : Armand Bécue
- Administration de production : Odette Susr
- Tournage du 12 octobre au 26 novembre 1955 dans les studios Europe 1 et Photosonor et sur sites parisiens
- Pellicule 35 mm, noir et blanc
- Enregistrement Poste Parisien - système sonore Western Electric
- Tirage : laboratoire L.T.C Franay, Saint-Cloud
- Distribution : Pathé Consortium
- Affiche : Yves Thos
- Durée : 90 min
- Genre : Comédie policière
- Date de sortie : 27 avril 1956

## Distribution
- Fernand Raynaud : Fernand Jérôme, le fils de Joseph, employé au Crédit Populaire
- Noël Roquevert : Joseph Jérôme dit « Grand J », le chef de la bande
- Louis de Funès : l'inspecteur principal Victor Eugène Merlerin
- Jean-Marc Tennberg : la Postiche, un homme de la bande
- Henri Crémieux : le Professeur, un homme de la bande
- Annie Noël : Renée Merlerin, la fille de l'inspecteur, amoureuse de Fernand
- Suzanne Dehelly : Gertrude, la grand-mère de Fernand
- Madeleine Barbulée : Mme Merlerin, la femme de l'inspecteur
- Geneviève Morel : la vendeuse de mimosa sur le trottoir
- Marcel Bozzuffi : La Volaille, un homme de la bande
- Paul Crauchet : Marcel, un homme de la bande
- Pierre Duncan : Jo, un homme de la bande
- Gaston Orbal : le tailleur
- Paul Barge : l'inspecteur Malabouis
- Charles Bouillaud : le capitaine des pompiers
- Lucien Guervil : le crémier
- Michel Nastorg : le directeur de la police
- Alain Nobis : l'inspecteur Bécavet
- Paul Rieger : un inspecteur
- Palmyre Levasseur : une dame chez le crémier
- Pierre-Jacques Moncorbier : le gérant de l'hôtel
- Charles Bayard : un client au bistrot
- René Lefèvre-Bel : M. Déricourt, directeur de la banque
- Robert Blome : un collègue de Fernand
- Dominique Marcas : une dame dans le métro
- Louis Massis : M. Delbess, un collègue de Fernand
- Édouard Francomme : l'agent du car assommé
- Antonin Baryel
- Françoise Honorat
- Aurore Paquiss (future Aurore Chabrol)
- Jacques Bézard

## Précisions
- Florence Blot, citée par les catalogues 1951-1955, n'apparaît ni au générique ni à l'écran. Son rôle a été coupé au montage où elle a été remplacée par Geneviève Morel.
- Idem pour Albert Michel, le seul pompier « visible » (les cinq dernières minutes du film) est Charles Bouillaud.
- Jean Ozenne ne figure pas dans le film, l'unique directeur de banque que comporte l'intrigue est interprété par René Lefèvre-Bel.